# Šichany
Šichany (in russo Шиханы?) è una città dell'Oblast di Saratov, nella Russia europea, situata 81 km a nord del capoluogo Saratov, sulla riva destra del Volga. Fondata nel 1928 durante l'epoca sovietica, fino al 2018 fu una città chiusa. Dal 1º gennaio 2019 non viene più considerata città chiusa.